# Impetigine
L'impetigine è un'infezione provocata da germi piogeni che colpisce soprattutto in età pediatrica gli strati superficiali della cute, più frequentemente volto e arti. Il nome deriva dal latino impetere ("assalire").
Una variante meno frequente è l'impetigine bollosa, caratterizzata dalla comparsa di vescicole e bolle a contenuto sieroso e purulento. L'impetigine bollosa interessa prevalentemente la prima infanzia e rappresenta solamente il 20% dei casi totali d'impetigine. Una delle caratteristiche principali dell'impetigine, che la distingue da altre patologie, è la sua particolare contagiosità. Il contagio avviene prevalentemente per via interumana diretta e indiretta.

## Eziologia
Circa l'80% dei casi è rappresentata dalla forma non bollosa, causata sia dallo streptococcus pyogenes (streptococco beta-emolitico di gruppo A) sia dallo staphylococcus aureus; il secondo patogeno più frequentemente implicato è lo staphylococcus aureus coinvolto soprattutto nella patogenesi della forma bollosa tramite tossine esfoliative.
L’infezione può iniziare in due modi:
- Impetigine primaria: i batteri invadono la pelle normale e sana senza un sito di entrata.
- Impetigine secondaria: i batteri invadono la pelle perché un'altra infezione o condizione della pelle ha danneggiato la barriera cutanea, come un eczema o la scabbia.

## Sintomatologia
Le prime manifestazioni sono rappresentate da piccole placche rossastre su cui compaiono vescicole (bollicine ripiene di liquido chiaro), che successivamente si riempiono di pus assumendo quindi un colore giallo vivo. Presto le vesciche, molto fragili, lasciano il posto a una crosta che alla fine assume un tipico color miele. L'impetigine bollosa può anche dare sintomi di malessere generale e febbre.
Le zone infettate per prime sono in genere i contorni delle narici, della bocca o degli occhi, talvolta i genitali. Successivamente si assiste alla diffusione delle lesioni poiché una manipolazione impropria delle lesioni da parte del bambino può favorire il trasporto dei germi in altre zone del corpo, oltre a indurre la formazione di cicatrici talvolta definitive. L'impetigine causa prurito eccessivo.

## Trattamento
Il trattamento consiste nell'utilizzo di impacchi antisettici e la successiva rimozione di ogni crosta, associato alla somministrazione di antibiotici topici o orali come macrolidi e cefalosporine. Per quanto possibile, le federe, i tovaglioli e gli asciugamani utilizzati dal bambino devono essere usati separatamente e disinfettati. Si raccomanda il taglio delle unghie e la copertura delle lesioni con una garza, ove possibile.